# Republika Środkowoafrykańska na Mistrzostwach Świata w Lekkoatletyce 2017
Republika Środkowoafrykańska na Mistrzostwach Świata w Lekkoatletyce 2017 – reprezentacja Republiki Środkowoafrykańskiej podczas Mistrzostw Świata w Londynie liczyła 1 zawodnika, który nie zdobył medalu .

## Rezultaty
| Zawodnik       | Konkurencja        | Eliminacje | Eliminacje | Półfinał | Półfinał | Finał    | Finał   |
| Zawodnik       | Konkurencja        | Rezultat   | Pozycja    | Rezultat | Pozycja  | Rezultat | Pozycja |
| -------------- | ------------------ | ---------- | ---------- | -------- | -------- | -------- | ------- |
| Francky Mbotto | Bieg na 800 metrów | 1:51,76    | 42.        | NQ       | NQ       | NQ       | NQ      |